# 동백평촌로
동백평촌로는 경기도 용인시 기흥구 동백동 서북부를 가로지르는 0.7km의 도로이다. 도로명은 동백동에서 유래하였다.

## 주요 경유지
- 용인시 기흥구 동백동

## 노선
| 호수마을월드메르디앙사거리 | 동백8로    | 용인시 기흥구 동백동 |
| 계룡리슈빌입구사거리       | 평촌1로    | 용인시 기흥구 동백동 |
| 누리어린이공원삼거리       | 동백7로    | 용인시 기흥구 동백동 |
| 동보노빌리티입구사거리     | 평촌2로    | 용인시 기흥구 동백동 |
| 이주자택지삼거리           | 평촌3로    | 용인시 기흥구 동백동 |
| 롯데캐슬아파트사거리       |            | 용인시 기흥구 동백동 |
| 동백초등학교사거리         | 동백중앙로 | 용인시 기흥구 동백동 |

## 주요시설
- 동백초등학교 동백평촌로 69